# Thank You for Smoking
Thank You for Smoking er en Golden Globe-nomineret amerikansk film fra 2006, baseret på bogen af samme navn skrevet af Christopher Buckley. Filmen er instrueret af Jason Reitman og har Aaron Eckhart i hovedrollen som Nick Naylor, der er hovedtalsmand for tobaksindustrien. 

## Handling
Filmen er centreret om Nick Naylor, der er en sædeles veltalende mand, der arbejder som talsmand/lobbyist for tobaksindustrien. Hans opgave er at overbevise amerikanerne om at det er okay at ryge. Han bruger alle kneb og pga. sit fantastiske talent for at tale, diskutere og argumentere tror folk på ham (Nick mener at hans job går ud på altid at have ret og at han aldrig tager fejl). Nick prøver også at at overføre sine erfaringer og evner som lobbyist til sin søn Joey Naylor (spillet af Cameron Bright) og han lærer ham at sætte spørgsmålstegn ved alt.
Nick mødes en gang om ugen med sine venner, talskvinden for spiritusindustrien, Polly og talsmanden for våbenindustrien, Bobby Jay. De kalder sig Dødens KøbMænd og mødes én gang om ugen på restauranten Bert's. De diskuterer og snakker om hvad der er sket i deres forskellige fag denne uge.
Da tobaksindustrien kommer i modvind, bl.a. fordi senatoren af Vermont, Ortolan Finistirre (spillet af William H. Macy) går til angreb, skal tobaksindustrien komme med et modspil. Nick Naylor finder så på at tobaksindustrien skal betale hollywoodproducenter for at deres skuespiller så ryger i hollywoodfilm ligesom de gjorde i omkring midten af 1900-tallet med stor succes.
Så Nick tager med sin søn til Hollywod, L.A. for at snakke med Jeff Megall (spillet af Rob Lowe) og forhandle om at hollywoodstjernerne Catherine Zeta-Jones og Brad Pitt skal ryge cigaretter i deres næste film.

## Medvirkende
- Aaron Eckhart — Nick Naylor
- Maria Bello — Polly Bailey
- Cameron Bright — Joey Naylor
- Adam Brody — Jack
- Sam Elliott — Lorne Lutch
- Katie Holmes — Heather Holloway
- William H. Macy — Ortolan Finistirre
- Robert Duvall — Kapten
- Kim Dickens — Jill Naylor
- Rob Lowe — Jeff Megall
- J.K. Simmons — Budd "BR" Rohrabacher